# 자갈라프 아브둘베코프
자갈라프 아브둘베코비치 아브둘베코프(러시아어: Загалав Абдулбекович Абдулбеков, 1945년 12월 19일~)는 소련의 레슬링 선수이다. 1972년 하계 올림픽 자유형 페더급에서 금메달을 획득했고 세계 선수권 대회에서 2회 우승했다.

## 경력
1945년 소련 러시아 소비에트 연방 사회주의 공화국 소속 자치 공화국인 다게스탄 자치 소비에트 사회주의 공화국의 카라타에서 태어났다. 1966년에 부레베스트니크 마하치칼라에 입단했으며, 1968년까지 활동했다. 1969년에 마하치칼라의 다게스탄 교육 대학교를 졸업했으며, 디나모 마하치칼라에 입단했다.
디나모 마하치칼라에 입단하면서 소련 국가대표 선수로 발탁되었으며, 그 해 3월에 아르헨티나의 마르델플라타에서 열린 1969년 세계 선수권 대회에서 동메달을 획득했고 9월에 소피아에서 열린 1969년 유럽 선수권 대회에서도 동메달을 획득했다.
1972년 뮌헨에서 열린 1972년 하계 올림픽에 출전하여 자유형 페더급 부문에서 튀르키예의 베흐비 아크다를 누르고 금메달을 획득했다.
1975년에 현역에서 은퇴했고 1976년부터 1980년까지 소련 레슬링 대표팀 코치로 활동했다. 1972년에 명예휘장훈장, 2005년에 명예공로훈장을 받았다.